# Uromyces hedysari-paniculati
Uromyces hedysari-paniculati är en svampart som först beskrevs av Ludwig David von Schweinitz, och fick sitt nu gällande namn av William Gilson Farlow 1879. Uromyces hedysari-paniculati ingår i släktet Uromyces och familjen Pucciniaceae.   Inga underarter finns listade i Catalogue of Life.